# Станіслав Август Тугутт
Станіслав Тугутт (пол. Stanisław August Thugutt; нар. 30 липня 1873, Ленчиця — пом. 15 червня 1941, Стокгольм) — польський політик, прем'єр-міністр, віце-прем'єр-міністр, міністр внутрішніх справ, депутат Сейму, письменник, масон.

## Біографія

### Дитинство та юність
Станіслав Тугутт був молодшим із шести дітей Августа Тугутта, лікаря Ленчиці. Майбутній політик закінчив економічну школу У Варшаві. Після її закінчення працював різноробом на текстильній фабриці в Лодзі, у кравецькому магазині. Незадовго до від'їзду у Варшаву став бухгалтером.

## Політична діяльність

### Урядова діяльність
У 1917 році Тугутт приєднався до польської селянської партії «Визволення».
У 1918 році Тугутт отримує пропозицію щодо входження до складу уряду Владислава Вроблевського як міністра внутрішніх справ. Ту саму посаду він зберігає і в наступному короткостроковому польському Кабінеті — Тимчасовому Народному Уряді Іґнація Дашинського. У зв'язку з відставкою останнього на декілька днів формально перебирає на себе повноваження Прем'єр-міністра.
У складі уряду Єнджея Морачевського посідає посаду міністра внутрішніх справ.

### Учать у миріній конференції
Після створення уряду Ігнація Падеревського, Тугутт стає членом польської делегації на Паризькій мирній конференції.

### Партійно-парламентська робота
У 1921 році Тугутт став президентом Польської селянської партії «Визволення». 1922 року в результаті парламентських виборів був обраний до Сейму від своє партії. Він був одним з прихильників Юзефа Пілсудського на посту президента Польщі.
У 1923 році він був кандидатом на посаду прем'єр-міністра, але його кандидатура не була підтримана Християнсько-демократичною партією.

### Повернення в уряд
У 1924 році він перестав бути лідером партії і депутатом, але його було призначено міністром без портфеля і віце-прем'єр-міністром в кабінеті Владислава Грабського. У тому ж році він вийшов з партії «Визволення».
У 1925—1926 роках Тугутт належав до партії Праці, однак вже у 1928 році він приєднує Партію Праці до партії «Визволення».
У 1931 році він знову виходить з «Визволення» та переходить до С роках стає членом Політичної Ради.

## Смерть
В результаті початку Другої світової війни емігрував до Швеції, де він помер.

## Військова служба
Під час радянсько-польської війни 1920 року добровольцем вирушає на фронт і бере участь у боях з більшовиками. Після важкого поранення в цій війні втратив руку.